# Bironides
Bironides es un género de libélulas de la familia Libellulidae. Incluye las siguientes especies:
- Bironides glochidion Lieftinck, 1963
- Bironides liesthes Lieftinck, 1937
- Bironides superstes Förster, 1903
- Bironides teuchestes Lieftinck, 1933